# Cyril Nakache
Pour les articles homonymes, voir Nakache.
Cyril Nakache est un monteur français né le 14 novembre 1970.

## Biographie
Il est dirigeant de la société Dearcut, créée en 2017.

## Filmographie (sélection)
- 2013 : Boule et Bill d'Alexandre Charlot et Franck Magnier
- 2015 : Marguerite de Xavier Giannoli
- 2016 : Versailles Saison 2 (Canal+ Episodes 2&4) de Thomas Vincent
- 2017 : Momo de Sébastien Thiéry et Vincent Lobelle
- 2018 : L'Apparition de Xavier Giannoli
- 2019 : Engrenages Saison 7 (Canal+ Episodes 2,4,6) de Frédéric Jardin
- 2019 : Family Business  (Netflix) de Igor Gotesman
- 2021 : Illusions perdues de Xavier Giannoli
- 2022 : Habib, la grande aventure de Benoît Mariage
- 2023 : D'argent et de sang de Xavier Giannoli

## Distinctions

### Nominations
- César 2016 : César du meilleur montage pour Marguerite
- César 2022 : César du meilleur montage pour Illusions perdues